# Daddy Yankee
Ramón Luis Ayala Rodríguez (San Juan, 3 februari 1977), beter bekend als Daddy Yankee, is een Puerto Ricaanse reggaeton-artiest, acteur, film-producent en zakenman, maar is vooral bekend als rapper, zanger en songwriter. Hij is mede verantwoordelijk voor de doorbraak van reggaeton en is de eerste die de term gebruikte. Hij staat bekend als de "King of Reggaeton". Hij begon zijn zangcarrière al als jonge tiener en bracht in 1995 zijn eerste album uit. In 2004 brak hij definitief internationaal door met het nummer Gasolina. Hij won verschillende prijzen. Zo haalde Ayala in 2008 de dertiende plaats op de Billboard Album Top 200 met zijn album Talento de Barrio. In 2006 won hij een Latin Grammy en kreeg hij de titel "King of Improvization" door vijf jaar achtereen de Street Jam Reggae Award te winnen. Daddy Yankee heeft meer dan 13 miljoen albums verkocht. Op 20 maart 2022 heeft hij via zijn website aangekondigd na 32 jaar te stoppen. Hij bracht op 24 maart 2022 zijn laatste album LEGENDADDY uit en zal zijn laatste tournee houden als afscheid.

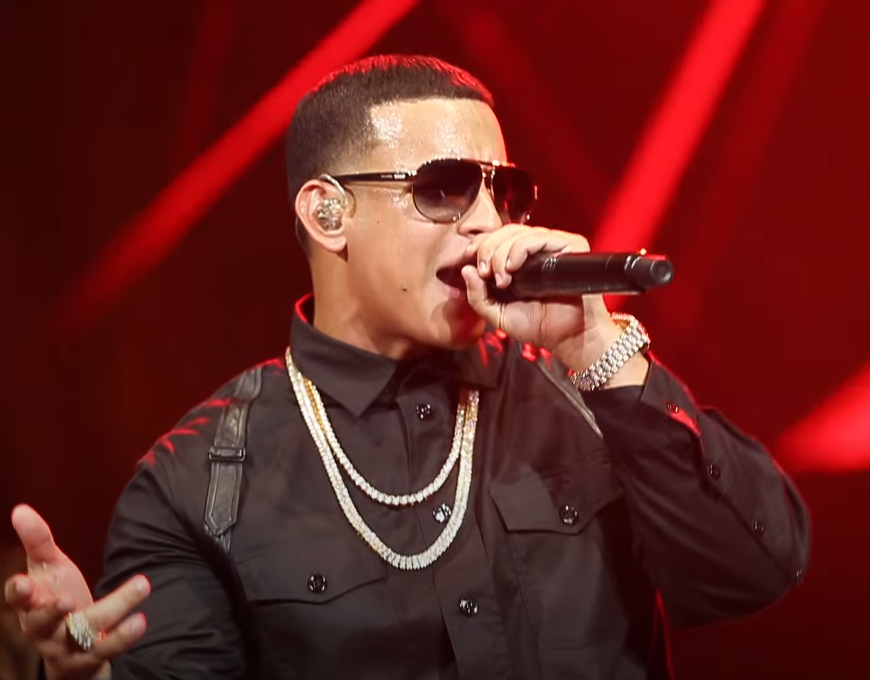
Daddy Yankee in Mexico 2015

## Biografie
Ayala was geboren in Río Piedras, Puerto Rico en streefde naar een professionele honkbalcarrière bij de Seattle Mariners in de Major League Baseball. Nog voordat hij officieel kon ondertekenen bij de club na de try-outs, werd hij op zijn zestiende geraakt door een verdwaalde kogel van een AK-47-geweer terwijl hij een pauze nam van een studio-opnamesessie met reggaeton-artiest DJ Playero. Ayala moest ongeveer anderhalf jaar herstellen van de schotwond en de kogel werd nooit uit zijn heup verwijderd. Het schietincident gaf hem de mogelijkheid om zich volledig op zijn muziekcarrière te concentreren. Ayala zong al vanaf zijn vroege tienerjaren en zoals zovele rap-artiesten gebruikt hij sociale vraagstukken in zijn teksten. Hij behoort tot de grondleggers van de moderne reggaeton en is zeer populair in Latijns-Amerika, in Europa was hij een nieuw verschijnsel.
In 1995 verscheen zijn eerste album No Mercy, opgenomen en geproduceerd samen met DJ Playero, waardoor hij bekend raakte in Puerto Rico. Na dat album vormde hij een duo met Nicky Jam genaamd Los Cangris en nam enkele nummers met hem op. Hij nam in 1998 het nummer Posición op met Alberto Stylee, dat verscheen in de soundtrack van de film One Tough Cop. Een ander nummer van hem verscheen op het Piece Maker album geproduceerd door Tony Touch in 2001.
Zijn tweede studioalbum El Cangri.com (2002) ging wereldwijd 100.000 keer over de toonbank. De grote doorbraak volgde met het album Barrio Fino uit 2004, dat wereldwijd 3 miljoen keer verkocht werd. Op dit album stond de wereldhit Gasolina, welke het reggaeton muziekgenre aan het wereldwijde publiek introduceerde. Zijn vierde studioalbum El Cartel: The Big Boss deed het met 4 miljoen verkochte exemplaren wereldwijd nog beter dan Barrio Fino.
In 2008 volgde zijn biografische film Talento de Barrio en de bijbehorende soundtrack. De gelijknamige soundtrack haalde de 13e plaats op de Billboard 200 en reikte tot de top van Billboard Top Latin Albums. In totaal zijn er wereldwijd 3 miljoen exemplaren van verkocht.
In 2006, 2009 en 2013 wint hij prijzen op het internationaal songfestival van Viña del Mar in Chili, het belangrijkste songfestival van Latijns-Amerika.
In 2012 heeft Daddy Yankee een album uitgebracht genaamd Prestige.
Zijn meest succesvolle nummer Despacito, dat hij samen met Luis Fonsi maakte, werd in 2017 wereldwijd een zomerhit en brak een record van meer dan zeven miljard kijkers op YouTube.
Daddy Yankee heeft meer dan 70 features op zijn naam staan, onder andere op albums van Don Omar, Wisin & Yandel, Snoop Dogg, Fergie, Akon, Ricky Martin, Nas, Anuel AA, Lloyd Banks en Young Buck.
Daddy Yankee verleende in de videogame Grand Theft Auto IV zijn stem aan het radiostation San Juan Sounds waarin hij optreedt als DJ. Op dat radiostation is o.a. zijn nummer Impacto te horen.
Op 20 maart 2022 heeft de internationale reggaeton-legende via een videobericht op zijn website laten weten met pensioen te gaan na een carrière van 32 jaar. Op 24 maart 2022 bracht hij zijn achtste en laatste album LEGENDADDY uit en aansluitend doet hij een afscheidstournee La Última Vuelta World Tour van 10 augustus tot 2 december 2022. Zijn laatste album is bedoeld als afscheid aan zijn fans en hij omschrijft het zelf als zijn beste productie met alle muziekstylen die hem als artiest definiëren in één album.
Hij is een internationale reggaeton-legende en als grondlegger en de "King of Reggaeton" heeft hij veel artiesten geïnspireerd. Meerdere artiesten hebben aangegeven dat hun muziek is geïnspireerd op die Daddy Yankee, onder anderen; J Balvin, Ozuna, Bad Bunny, Miguelito en Natti Natasha.

## Discografie

### Albums
| Album met eventuele hitnotering(en) in de Nederlandse Album Top 100 | Datum van verschijnen | Datum van binnenkomst | Hoogste positie | Aantal weken | Opmerkingen                                   |
| ------------------------------------------------------------------- | --------------------- | --------------------- | --------------- | ------------ | --------------------------------------------- |
| No Mercy                                                            | 1995                  |                       |                 |              |                                               |
| El cartel                                                           | 2000                  |                       |                 |              |                                               |
| El cartel II                                                        | 2001                  |                       |                 |              |                                               |
| El cangri.com                                                       | 2002                  |                       |                 |              |                                               |
| Homerun: Es Vol. 1                                                  | 2003                  |                       |                 |              |                                               |
| 2003 - Ahora le toca al Cangri! Live                                | 2003                  |                       |                 |              |                                               |
| Barrio Fino                                                         | 2004                  |                       |                 |              |                                               |
| Barrio Fino en Directo                                              | 2005                  |                       |                 |              | uitgebracht in 2005 in Zuid- en Noord-Amerika |
| El Cartel III: The Big Boss                                         | 2007                  |                       |                 |              |                                               |
| Talento de Barrio                                                   | 2008                  |                       |                 |              |                                               |
| Mundial                                                             | 2010                  |                       |                 |              |                                               |
| Prestige                                                            | 2012                  |                       |                 |              |                                               |
| King Daddy Edition                                                  | 2014                  |                       |                 |              |                                               |
| LEGENDADDY                                                          | 2022                  |                       |                 |              |                                               |

### Singles
| Single met eventuele hitnotering(en) in de Nederlandse Top 40 | Datum van verschijnen | Datum van binnenkomst | Hoogste positie | Aantal weken | Opmerkingen                                                            |
| ------------------------------------------------------------- | --------------------- | --------------------- | --------------- | ------------ | ---------------------------------------------------------------------- |
| Gasolina                                                      | 2005                  | 04-06-2005            | 29              | 6            | Nr. 16 in de Single Top 100, nr.27 in de Mega Top 50                   |
| More Than Friends                                             | 2013                  | 27-07-2013            | tip2            | -            | met Inna                                                               |
| Despacito                                                     | 2017                  | 01-04-2017            | 1(15wk)         | 29           | met Luis Fonsi / Nr. 1 in de Single Top 100 en Mega Top 50             |
| Despacito (remix)                                             | 2017                  | 29-04-2017            | 1(15wk)         | 25           | Dubbelnotering / met Luis Fonsi & Justin Bieber                        |
| Dura                                                          | 2018                  | 21-04-2018            | 2               | 24           | Nr. 76 in de Single Top 100 / Alarmschijf, nr.2 in de Mega Top 50      |
| Made for Now                                                  | 2018                  | 25-08-2018            | tip15           | -            | met Janet Jackson                                                      |
| Con Calma                                                     | 2019                  | 16-02-2019            | 1(1wk)          | 23           | met Snow                                                               |
| Instagram                                                     | 2019                  | 20-07-2019            | 5               | 16           | met Dimitri Vegas & Like Mike, David Guetta, Afro Bros & Natti Natasha |
| China                                                         | 2019                  | 10-08-2019            | 33              | 5            | met Anuel AA, Karol G, Ozuna & J Balvin                                |
| Muévelo                                                       | 2020                  | 11-01-2020            | tip13           | 5            | met Nicky Jam                                                          |

| Single met hitnotering(en) in de Vlaamse Ultratop 50 | Datum van verschijnen | Datum van binnenkomst | Hoogste positie | Aantal weken | Opmerkingen                                                            |
| ---------------------------------------------------- | --------------------- | --------------------- | --------------- | ------------ | ---------------------------------------------------------------------- |
| Gasolina                                             | 2005                  | 07-05-2005            | tip13           | -            |                                                                        |
| Despacito                                            | 2017                  | 18-02-2017            | 1               | 37           | met Luis Fonsi                                                         |
| Dura                                                 | 2018                  | 21-04-2018            | 11              | 16           |                                                                        |
| Made for Now                                         | 2018                  | 25-08-2018            | tip             | -            | met Janet Jackson                                                      |
| Con Calma                                            | 2019                  | 16-02-2019            | 22              | 2            | met Snow                                                               |
| Instagram                                            | 2019                  | 13-07-2019            | 7               | 27           | met Dimitri Vegas & Like Mike, David Guetta, Afro Bros & Natti Natasha |
| China                                                | 2019                  | 03-08-2019            | tip4            | -            | met Anuel AA, Karol G, Ozuna & J Balvin                                |

### NPO Radio 2 Top 2000
| Nummer met noteringen in de NPO Radio 2 Top 2000 | '17  | '18  | '19  |
| ------------------------------------------------ | ---- | ---- | ---- |
| Despacito (met Luis Fonsi)                       | 1346 | 1391 | 1813 |

1. ↑  Een vetgedrukt getal geeft de hoogste notering aan.
2. ↑  2017 was het eerste jaar met een notering voor dit nummer.
3. ↑  Deze tabel is bijgewerkt tot en met de laatste editie (2024).

## Biografische film
- 2004: Vampiros
- 2007: Straight outta Puerto Rico
- 2008: Talento de Barrio
- 2010: Plesant av
- 2023: Neon